# Menyhért Palágyi
Menyhért Palágyi (nascido Silberstein; Paks, Hungria, 16 ou 26 de dezembro de 1859 – Darmstadt, 14 de julho de 1924), nas publicações em alemão Melchior Palágyi, foi um filósofo, matemático, físico, teórico da literatura e epistemologista judeu-húngaro. Irmão mais velho do poeta húngaro Ludwig Palágy.
Em sua obra Neue Theorie des Raumes und der Zeit (1901), Palágyi apresentou uma “teoria do espaço-tempo” que tinha certa semelhança externa com o formalismo espaço-tempo de Henri Poincaré e Hermann Minkowski no contexto da teoria da relatividade especial (por exemplo, a coordenada imaginário do tempo it como a quarta dimensão). Por volta de 1914 ele chegou a acusar Albert Einstein e Minkowski de plágio, mas ao mesmo tempo expressou sua rejeição à teoria da relatividade, o que justificou com o fato de terem interpretado mal suas teorias. Como Max Born ou Klaus Hentschel no entanto concluem, sua filosofia nada tinha em comum com a física da teoria da relatividade, sendo apenas uma reformulação do contexto clássico. Palagyi também é considerado como um dos proponentes da antropologia cibernética com seu conceito de fantasia vital. Sua teoria do movimento virtual forma a base para vários conceitos terapêuticos de movimento.
Menyhért Palágyi (Melchior Palágyi) está sepultado no Waldfriedhof Darmstadt (Sepultura: R 14 IIc 109).

## Obras
- Madách Imre élete és költészete (I. Madachs Leben u. Dichtungen. Mit Portr. Von M. P.). Budapeste: Athenaeum, 1900.
- Neue Theorie des Raumes und der Zeit. Die Grundbegriffe einer Metageometrie. Unveränd. reprogr. Nachdr. d. Ausg. Leipzig, Engelmanns Verlag, 1901. Darmstadt: Wiss. Buchges., 1967.
- Kant und Bolzano: Eine krit. Parallele. Halle a.S.: M. Niemeyer, 1902.
- Der Streit der Psychologisten und Formalisten in der modernen Logik. Leipzig: W. Engelmann, 1902.
- Die Relativitätstheorie in der modernen Physik. Vortrag gehalten auf dem 85. Naturforschertag in Wien. Berlin: G. Reimer, 1914.
- Zur Weltmechanik. Beiträge zur Metaphysik der Physik. Mit einem Geleitwort von Ernst Gehrcke. Leipzig. Verlag von Johann Ambrosius Barth. 1925
- Naturphilosophische Vorlesungen: Über die Grundprobleme des Bewusstseins und des Lebens. Leipzig: Johann Ambrosius Barth 1924.
- Wahrnehmungslehre. Mit e. Einführung v. Dr. Ludwig Klages. Leipzig: Barth, 1925.